# Gastón Ciarlo
Gastón Ciarlo (Montevideo, 30 de septiembre de 1945 - Dolores, 7 de noviembre de 2021) fue un cantante, guitarrista y compositor uruguayo. También conocido como Dino, desde sus inicios artísticos en 1960 cultivó una notable carrera musical, integrando diferentes grupos de música beat, de candombe o de rock, así como su larga trayectoria solista.
Su trayectoria a lo largo de más de 40 años en el plano cultural uruguayo, lo convierten en uno de los referentes más importantes de la música popular de ese país.

## Biografía
Conocido popularmente como «Dino», comienza sus estudios de guitarra a la edad de 8 años. En la década de 1960, forma el grupo Los Gatos, grabando su primer álbum en 1969. En este álbum se mezcla la música beat (de mucha popularidad en ese momento), con ritmos autóctonos como el candombe, produciendo una obra pionera en este tipo de fusiones.
En noviembre de 1970 edita para el sello Eco/Mallarini Producciones, su primer LP como solista, llamado “Dino”. Posteriormente integra la banda Montevideo Blues, en la cual graba la emblemática canción Milonga de pelo largo, la cual puede considerarse su obra más conocida.
Luego de Montevideo Blues, integra la banda Los Moonlights, la cual gozo de gran éxito a nivel nacional y regional.
El año 1974 encuentra a Gastón Ciarlo integrando la banda Cero Tres, junto a Yamandú Pérez y Chichito Cabral. Con esta banda que cultivaba el género del candombe edita ese mismo año el álbum llamado “Tengo mucho miedo”.
Luego de volver con “Los Moonlights” hacia 1975, graba su segundo disco con esta banda, llamado “Moonlights Hoy” (Macondo, 1976).
En años siguientes grabará otros álbumes como solista: “Vientos del Sur” en 1977, “Hoy Canto” en 1979 y “Los Tanos” en 1983.
Participa junto al músico Hugo Trova en su ciclo de recitales “Trovadiniando”, y es invitado junto a numerosos artistas, al multitudinario espectáculo organizado por ADEMPU en 1984 y que tuviera lugar en el Estadio Luis Franzini.
En 1984 participando del grupo Kien, edita “Punto y raya”, el cual sería su último álbum en los más de 10 años que duró su posterior estadía en el exterior.
Hacia 1990, Dino se radica en Suiza, a su regreso en 1994, funda un nuevo grupo llamado “La Dolores”, editando en 1997 el álbum “Cruzar el río”.
En el año 2002, junto a la también cantautora Vera Sienra, realiza una serie de espectáculos en los que interpretaron temas propios y de artistas como Alfredo Zitarrosa o incluso Carlos Gardel. A raíz de estos espectáculos, editan en el año 2005 editan el álbum “Mi ciudad y su gente”. 
En el año 2006 edita junto a Carlos Alberto Rodríguez el álbum “Milongas Cruzadas”, grabado en vivo en una serie de recitales del mismo nombre, que los artistas realizaron a lo largo de todo el país.
En octubre de 2007, sale a la venta el disco "Volumen II", creado junto al grupo Los Kafkarudos, integrado por Tabaré Rivero, Alejandro Ferradás y Walter Bordoni). 
Dentro de los intérpretes de su obra, se pueden contar a artistas como Alfredo Zitarrosa, Mauricio Ubal o Pablo Estramín, así como también grupos como La Trampa, La Tabaré o Níquel.
Su gran versatilidad y creatividad le han permitido a lo largo de su carrera, fusionar distintos ritmos y géneros musicales, siendo pionero como ya se mencionó en el candombe-beat, pero también de variantes que podrían definirse como milonga-rock o milonga-blues.

## Grupos que integró
- Los Gatos (1963-1967) 
  - 1a formación (1963-1965):

Gastón Ciarlo “Dino” (guitarra y voz);
Eduardo “Pocho” Díttamo (bajo);
Néstor Barnada (guitarra);
Carlos “Clavito” (batería)
- - 2a formación (1966-1967):

Gastón Ciarlo “Dino” (guitarra y voz);
Eduardo Díttamo (guitarra);
Freddy Giménez (batería);
Carlos “Pelinsito” Capobianco (bajo)
- Los Orthicones (1967)

Formación:
Dino (guitarra y voz);
Néstor Barnada (guitarra);
César Rechac (bajo);
Hermes Luciani (batería)
- Sound Machine (1968-1969)

Formación:
Dino (guitarra y voz);
Ernesto Soca (guitarra);
Abel Montenegro (bajo);
Néstor Barnada (guitarra);
George (batería)
- Montevideo Blues (1971-1972)

Formación:
Gastón Ciarlo “Dino” (voz);
Néstor Barnada (guitarra);
Eduardo “Pocho” Díttamo (guitarra);
Horacio “Nino” Costa (bajo);
José Martínez (batería);
Julio César “Lelo” Surraco (percusión)
- Los Moonlights (1972-1973)

Formación:
Sergio Iriarte (guitarra y voz);
Osvaldo Iriarte (bajo y voz);
Gastón Ciarlo “Dino” (guitarra y voz);
Yamandú Pérez (batería). 
- Conjunto 03 (1973-1974) 
  - 1a formación:

Gastón Ciarlo “Dino” (guitarra y voz);
Yamandú Pérez (batería y percusión);
Mario “Chichito” Cabral (percusión y voz)
- - 2a formación:

Ingresan Miguel Güida (bajo) y Enrique Rey (guitarra).
- - 3a formación:

Ingresa Washington Serrón (guitarra) en lugar de Enrique Rey.
- Los Moonlights (1976)

Formación:
Sergio Iriarte (guitarra y voz);
Osvaldo Iriarte (bajo y voz);
Gastón Ciarlo “Dino” (guitarra y voz);
Beto Risso (batería)
- Dino y Mandinga (1978-19??)

Formación:
Gastón Ciarlo "Dino" (guitarra y voz)
Julio Ferrari (batería y voz)
Carlos Román (bajo)
Fernando Maini (guitarra y voz)
- Kien (1984-19??)

Gastón Ciarlo “Dino” (guitarra y voz);
Danilo Di Candia (teclados);
Horacio Costa (bajo);
Waldemar Rama (guitarra);
Humberto García "Careca" (percusión y coros);
Gastón Aguilera (batería)
- La Dolores (1997-)

Gastón Ciarlo “Dino” (guitarra y voz); 
Joel Gonnet (teclados y arreglos);
Milton Ruiz (guitarra);
Marcelo Vico (batería);
Fabio Vico (bajo);
Humberto García "Careca" (percusión)
- Los Kafkarudos (2007-)

Gastón Ciarlo “Dino”;
Eduardo Darnauchans; 
Walter Bordoni;
Tabaré Rivero;
Alejandro Ferradás

## Discografía

### Long Plays
- Underground (Nov. de 1970)
- Montevideo Blues (con Montevideo Blues) (1972)
- Moonlights (con Los Moonlights) (Dic. de 1972)
- Moonlight hoy (con Los Moonlights) (Ene. de 1977)
- Vientos del Sur (Ene. de 1977)
- Hoy canto (1979) (SONDOR. 1979)
- Milonga (1981) (SONDOR. 1981)
- Los tanos(1983) (SONDOR. 1983)
- Punto y raya (con Kien) (1984)
- Pasa el tiempo (Gambardella G 649. 1989)
- Antología (1997) (SONDOR. 1997)
- Cruzar el río (con La Dolores. Ayuí / Tacuabé ae180cd, 1997)
- Autobiografía (2001)
- Mi ciudad y su gente (con Vera Sienra) (2005)
- Milongas cruzadas (con Carlos Alberto Rodríguez) (2006) (SONDOR. 2006)
- Volumen II (con Los Kafkarudos) (2007)
- Prehistoria de Dino (Perro Andaluz. 2009)
- Vivo y Suelto (2010) (SONDOR. 2010)
- Memorias Nuevas (2017) (Fans de la Música. 2017)
- Dino y sus Ciarlobacterias (2021) (Little Buerfly. 2021)

### Simples
- Deja esa vieja tristeza / 19 de Octubre
- Canta, canta, canta / Hay veces (RCA Vik 31UZ-1023. Septiembre de 1969)
- Cuando la viejulina y yo tengamos setenta / Candombe cuarto (Mallarini Producciones 30.018. 1970)
- Tus veinte años / Experiencia Nº 1 en ritmo y blues (septiembre de 1970)
- Qué dirá el Santo Padre / Un color (con Montevideo blues) (enero de 1972)
- El Púa / Pasa el tiempo / No quiero irme (con "Conjunto 03". Orfeo 90062, octubre de 1974)
- Tengo mucho miedo / Vuelve niña (con "Conjunto 03". RCA 31UZ-007, diciembre de 1974)